# Lancer du disque à deux mains aux Jeux olympiques de 1912
Pour un article plus général, voir Athlétisme aux Jeux olympiques de 1912.
L'épreuve du lancer du disque à deux mains aux Jeux olympiques de 1912 s'est déroulée le 10 juillet 1912 au Stade olympique de Stockholm, en Suède. Elle est remportée par le Finlandais Armas Taipale. 
Il s'agit de l'unique apparition du lancer du disque à deux mains dans le cadre des Jeux olympiques. Il consiste à additionner les résultats obtenus par les athlètes à l'aide de leur bras droit et de leur bras gauche.